# Thuộc địa Virginia
Thuộc địa Virginia (tiếng Anh: Colony of Virginia) là một khu định cư thuộc địa của Anh, sau này là của Đế quốc Anh, ở Bắc Mỹ, tồn tại từ năm 1606 đến 1776.
Nỗ lực đầu tiên nhằm tạo ra một khu định cư của người Anh trong khu vực được ban hành vào năm 1584 và được thành lập vào năm 1585; Kết quả là Thuộc địa Roanoke được tái lập 3 lần, tồn tại tổng cộng được 6 năm. Năm 1590 thuộc địa bị bỏ hoang. Nhưng gần 20 năm sau, thuộc địa được tái định cư tại Jamestown, cách địa điểm ban đầu không xa về phía Bắc. Điều lệ thứ 2 được ban hành năm 1606 và được giải quyết vào năm 1607, trở thành thuộc địa lâu dài đầu tiên của Anh ở Bắc Mỹ. Nó diễn ra sau những nỗ lực thất bại trong việc định cư ở Newfoundland của Ngài Humphrey Gilbert vào năm 1583 và Thuộc địa Roanoke (ở miền Đông của Bắc Carolina hiện đại) của Ngài Walter Raleigh vào cuối những năm 1580.
Sáng lập thuộc địa thứ 2 là Công ty Virginia, do Vua James I ủy quyền, với hai khu định cư đầu tiên ở Jamestown trên bờ bắc sông James và Thuộc địa Popham trên sông Kennebec ở Maine ngày nay, cả hai đều là thuộc địa, vào năm 1607. Thuộc địa Popham nhanh chóng thất bại vì nạn đói, bệnh tật và xung đột với các bộ lạc người Mỹ bản địa ở địa phương trong 2 năm đầu. Jamestown chiếm đất thuộc Liên minh Powhatan và cũng đứng trên bờ vực thất bại trước khi có sự xuất hiện của một nhóm người định cư mới và cung cấp hàng hóa bằng tàu vào năm 1610. Thuốc lá trở thành mặt hàng xuất khẩu có lợi nhuận đầu tiên của Virginia, việc sản xuất mặt hàng này có tác động đáng kể đến xã hội và mô hình định cư.
Năm 1624, hiến chương hoàng gia của Công ty Virginia bị Vua James I thu hồi và Thuộc địa Virginia được chuyển giao cho hoàng gia với tư cách là thuộc địa vương thất. Sau Nội chiến Anh vào những năm 1640 và 1650, thuộc địa Virginia được vua Charles II đặt biệt danh là "The Old Dominion" vì lòng trung thành với chế độ quân chủ Anh trong thời kỳ Bảo hộ và Thịnh vượng chung Anh.
Từ năm 1619 đến 1775/1776, cơ quan lập pháp thuộc địa của Virginia là Đại hội đồng, cơ quan điều hành cùng với một thống đốc thuộc địa. Jamestown vẫn là thủ đô của Thuộc địa Virginia cho đến năm 1699; từ năm 1699 cho đến khi giải thể, thủ đô đặt ở Williamsburg. Thuộc địa này trải qua tình trạng hỗn loạn chính trị lớn đầu tiên với Cuộc nổi dậy Bacon năm 1676.
Sau khi tuyên bố độc lập khỏi Vương quốc Đại Anh vào năm 1775, trước khi Tuyên ngôn độc lập Hoa Kỳ được chính thức thông qua, Thuộc địa Virginia trở thành Thịnh vượng chung Virginia, một trong 13 bang đầu tiên của Hoa Kỳ, lấy khẩu hiệu chính thức là "The Old Dominion". Toàn bộ các bang hiện đại như Tây Virginia, Kentucky, Indiana và Illinois, cũng như các phần của bang Ohio và Tây Pennsylvania sau đó được thành lập từ lãnh thổ được bao trùm hoặc thuộc địa Virginia tuyên bố chủ quyền vào thời điểm Hoa Kỳ giành được độc lập vào tháng 7 năm 1776.